# Толиково
То́ликово (чув. Толик Хураски) — деревня, расположенная в Чебоксарском районе Чувашской республики. Входит в состав Атлашевского сельского поселения.

## География
Ближайшие населённые пункты:
д. Кодеркасы ~ 1,8 км
д. Липово ~ 1,8 км
д. Томакасы ~ 2 км
д. Алымкасы ~ 2,4 км
д. Миснеры ~ 2,7 км
д. Яндово ~ 3 км
г. Чебоксары ~ 15 км

## История
До завоевания монголами территории нынешней Чувашии (была захвачена в 1237 г.), на окраине деревни Толиково стояло древнечувашское поселение (по архивным документам, оно называлось Толиковское городище). А от этого городища в 2 км было старочувашское кладбище (киве масар по-чувашски; по историческим документам проходит как «толиковский могильник»).
Исследование Толиковского кладбища проводилось под руководством профессора-этнолога НИИ Совмина Чувашской Республики. Каховского. Выяснилось. Толик — имя основателя деревни (чув. Хураски, древнечувашское имя). B старину около деревни Толик-Хураски соединялись воедино три Оврага. На пересечении оврагов жил Хураски: в преданиях говорится, что во всех трех оврагах журчала родниковая, студеная вода. В настоящее время эти овраги сухие, родники высохли. От Толиковского городища ничего не осталось, на его месте стоит Толиковская средняя школа. От Толиковского могильника остались кое-какие выступы могильных ям. Недалеко от деревни Толиково соединяются два притока реки Кукшум. В старину в стыке двух притоков, на правом берегу Кукшум, стоял особняк — дача князя Тенякова. Рядом с дачей князя была базарная площадь с купеческими ларьками. Многие почему-то предполагают, что особняк у речки Кукшум был постоялым двором (почтовой станцией). Гостеприимство князя знали многие в Чебоксарском уезде, особенно местные ямщики-чуваши. Они-то и вели разговоры со своими клиентами при подходе к даче, не многие богатые путешественники останавливались у князя, а у ямщиков в это время лошади отдыхали.
В преданиях говорится, что на этой даче обедали однажды царица Екатерина II, А. С. Пушкин. Летом у князя многие обедали на лоне природы. У Тенякова был такой обычай: посуду обратно на дачу не заносить. Её разбивали на счастье и бросали в Кукшум.
До сих пор Толиковские ребята находят чашки и ложки, стаканы и ножи с дачи князя Тенякова в р. Кукшум. После смерти князя дача стала этапным домиком на Екатерининском тракте. Дача Тенякова, базарные ларьки просуществовали до 1905 года, во время первой русской революций их сожгли. Деревня Толиково Шорданской волости Чебоксарского уезда Казанской губернии была небольшой всего 70 домов, но зато богата историей. Активно участвовали толиковцы в первой мировой войне. Помнят здесь, например, имена Михайлова Алексея Михайловича, двух братьев Кондратьевых — Владимира и Василия. А толиковец Алексей Макарович Макаров в войне заслужил серебряный георгиевский крест. Алексей Макарович носил свою награду только при сходах сельского общества, сам всегда сидел в президиуме собрания. В Толиково в 1930 году организовали колхоз под названием «Кукшум» первым председателем его стал А. П. Плотников. Храбро сражались в Великой Отечественной войне Иван Федорович Федоров, Николай Александрович Александров. Степан Тимофеевич Тимофеев, Григорьев Алексей Никифорович, Михаил Андреевич Андреев (носит до сих пор в руке несколько осколков, после войны работал счетоводом, бухгалтером колхоза, сейчас пенсионер). Михаил Андреевич — знаток истории своей деревни, много им собрано интересного материала. По его сведениям первые дома в Толиково построены ориентировочно в 1752 году. Много орденов и медалей имеет 90 л. толиковец Федор Михайлович Михайлов, пулеметчик. Получив несколько ранений, лежал в госпитале, потом опять шел в бой. Последнюю рану получил под Берлином.

## Население
| 2010 | 2012 |
| ---- | ---- |
| 2140 | ↘201 |

## Инфраструктура
В деревне функционирует одна школа.

## Транспорт
Через деревню проходит автодорога в обход г. Новочебоксарск к полигону ТБО, запущенная в эксплуатацию в 2014 году.